# نجيب أويصال
نجيب أويصال (بالتركية: Necip Uysal) هو لاعب كرة قدم تركي من أصل كوسوفي ألباني في مركز الوسط ولد في يوم 24 يناير 1991 في مدينة بكركي في تركيا، يلعب حالياً مع نادي بشكتاش في تركيا ولعب مع منتخب تركيا لكرة القدم ويبلغ طوله 180 سم.

## روابط خارجية
- نجيب أويصال على موقع الاتحاد الدولي (مؤرشف)  (الإنجليزية)
- نجيب أويصال على موقع الاتحاد الأوربي (الإنجليزية)
- نجيب أويصال على موقع اتحاد تركيا (لاعب) (الإنجليزية)
- نجيب أويصال على موقع قاعدة بيانات كرة القدم.إي يو (الإنجليزية)
- نجيب أويصال على موقع ناشيونال فوتبول تيمز (الإنجليزية)
- نجيب أويصال على موقع Soccerway.com (الإنجليزية)
- نجيب أويصال على موقع عالم كرة القدم.نت (الإنجليزية)
- نجيب أويصال على موقع AS.com (الإسبانية)